# Danzón

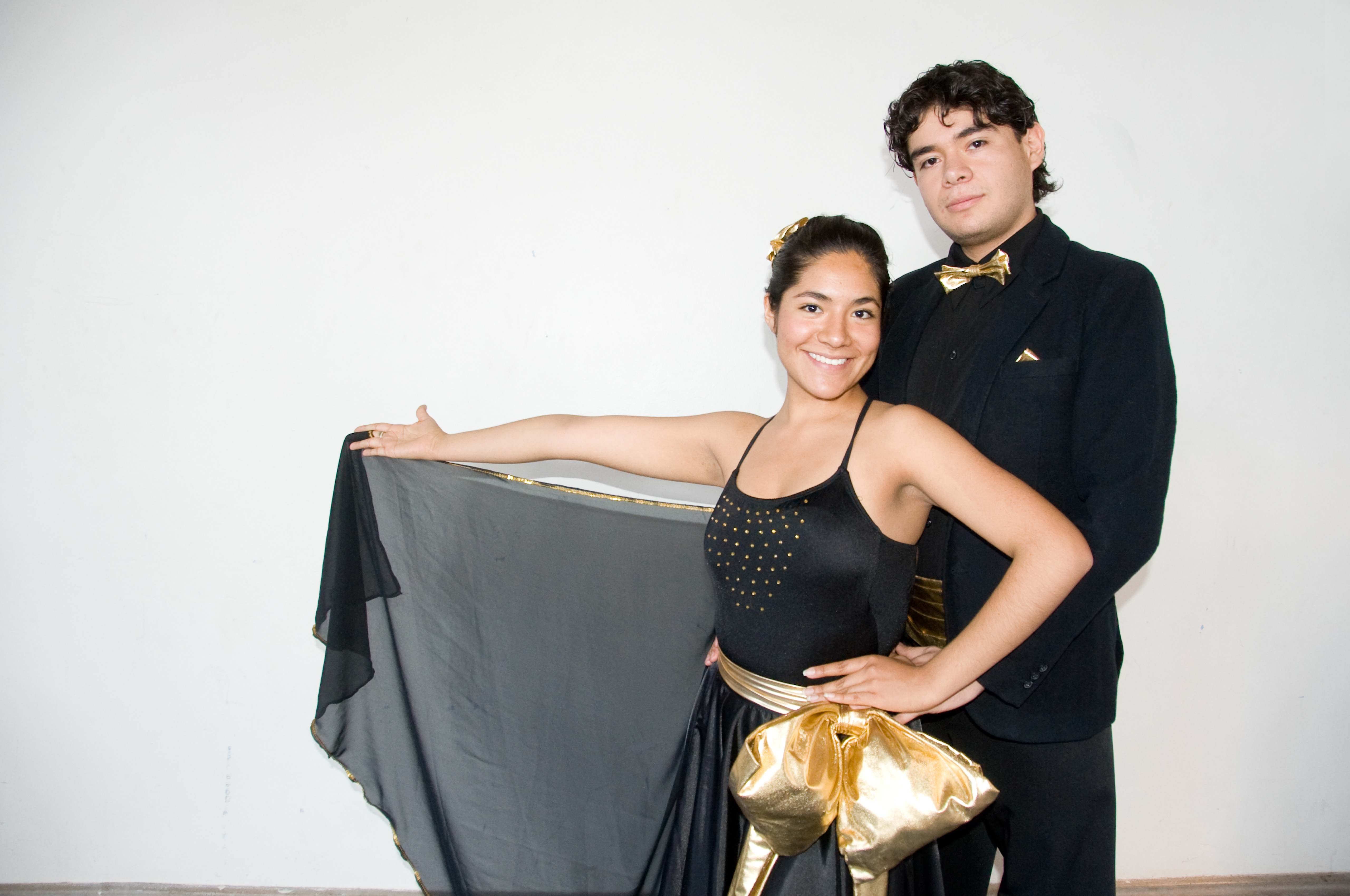
Danzóndansare från Monterrey Institute of Technology and Higher Education i Mexico City

Danzón är en musikgenre och dans i Kuba. Den finns också i Mexiko och på Puerto Rico. 
Danzón utvecklade sig ur kubanska habanera med början 1879. Importerade europeiska danser integrerades med afrikanska rytmer och dansstilar. Den brittiska kontradansen var en föregångare till den kubanska habaneran, som också kallades "kreolsk dans". Fredrika Bremer berättade 1854 att svarta kubaner "utför en ringdans, i vilken hela sällskapet deltar, bland oräkneliga turer fram och tillbaka".
År 1879 utvecklade Miguel Faílde en danzón, som börjar med en introduktion (fyra takter) och en paseo (fyra takter), vilka repeteras och följs av en melodisnutt på 16 takter. Introduktionen och paseon repeteras igen innan en andra melodisnutt tas upp. Dansarna dansar inte under dessa delar av danzón, utan väljer partner och går in på dansgolvet. De börjar danska exakt samtidigt, vid de sista tonen i den fjärde delen som markeras av ett särskilt sorts trummande. När introduktionen tas upp igen stannar dansarna upp, pratar, flirtar och hälsar på sina vänner, och börjar sedan dansa igen för att sluta  när paseon avslutas. Varje danzón spelades av grupper benämnda "orquestas típicas", bestående huvudsakligen av blåsinstrument. 
I likhet med andra danser på de karibiska öarna och i Latinamerika sågs danzón i början som skandalös, särskilt efter det att den började dansas i alla samhällsklasser. Den långsammare rytmen i danzón ledde till att par dansade tätare samman. Danzón blev mycket populär och var en dominerande musikform inom populärmusiken i Kuba fram till 1920-talet. Danzón blev också populär i den mexikanska delstaten Veracruz, där det funnits en stor kubansk kulturell påverkan.